# Francis Scott Fitzgerald
Francis Scott Fitzgerald (Saint Paul, Minnesota, 24. rujna 1896. – Hollywood, 21. prosinca 1940.) - američki romanopisac i novelist, koji je obilježio tzv. jazz eru. Smatra se jednim od najvećih pisaca 20. stoljeća.
F. Scott Fitzgerald pripada grupi, koja se nazivala "Izgubljenom generacijom", Amerikancima rođenim 1890-ih, a koji su sazreli za vrijeme Prvog svjetskog rata. Grupu su činili pisci koji su otišli u Europu i okupili se posebno u Parizu, koji je tada postao veliko okupljalište pisaca u inozemstvu zbog svoje liberalnosti i otvorenosti. Među njima su bili i Ernest Hemingway,  Thomas Stearns Eliot, Ezra Pound i dr. 
F. Scott Fitzgerald napisao je četiri romana, peti ostavio nedovršenim, a opus mu uključuje mnoge novele na temu mladosti, očaja i starenja. Najpoznatija djela su mu: "Veliki Gatsby" i "Neobičaj slučaj Benjamina Buttona" (priča o čovjeku, koji se rodio kao starac i godinama postaje sve mlađi i mlađi). Po oba su snimljeni filmovi. 
Središnja ličnost romana "Veliki Gatsby" je Jay Gatsby, tajanstveni mladi bogataš kojeg muče ljubavni problemi, a priča je ispričana iz perspektive jednog njegovog prijatelja – Nicka Carrawaya. Radnja romana smještena je u tzv. lude dvadesete, poslijeratno razdoblje koje je u američkom društvu obilježila prohibicija, ali i opća dekadencija te procvat organiziranog kriminala i ilegalnih poslova kakvima se vjerojatno bavi i lik iz naslova.  Osim njegovih ljubavnih problema te kritike materijalizma i nekih drugih ljudskih osobina, u romanu su prisutne i teme vezane uz američku kulturu i način života kao što su ambicioznost, bogatstvo, glamur i dokolica viših društvenih slojeva.  